# Lilium michauxii
Lilium michauxii är en liljeväxtart som beskrevs av Jean Louis Marie Poiret. Lilium michauxii ingår i släktet liljor, och familjen liljeväxter. Inga underarter finns listade.

## Bildgalleri

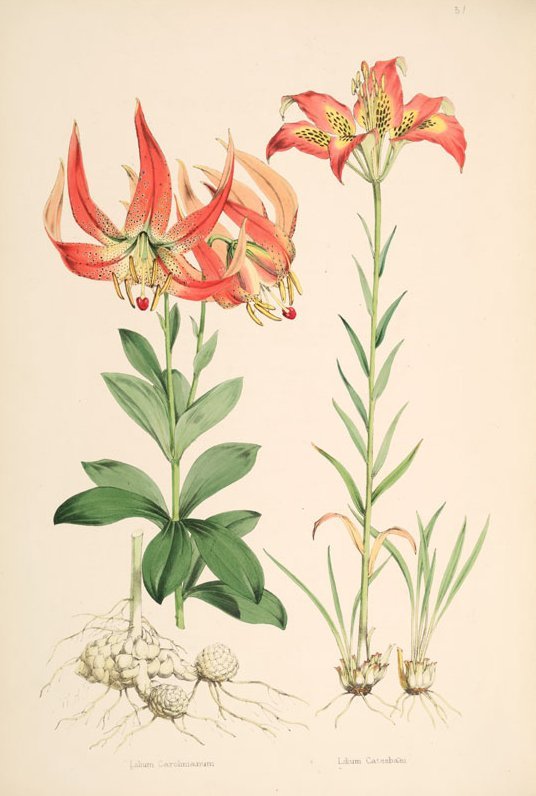
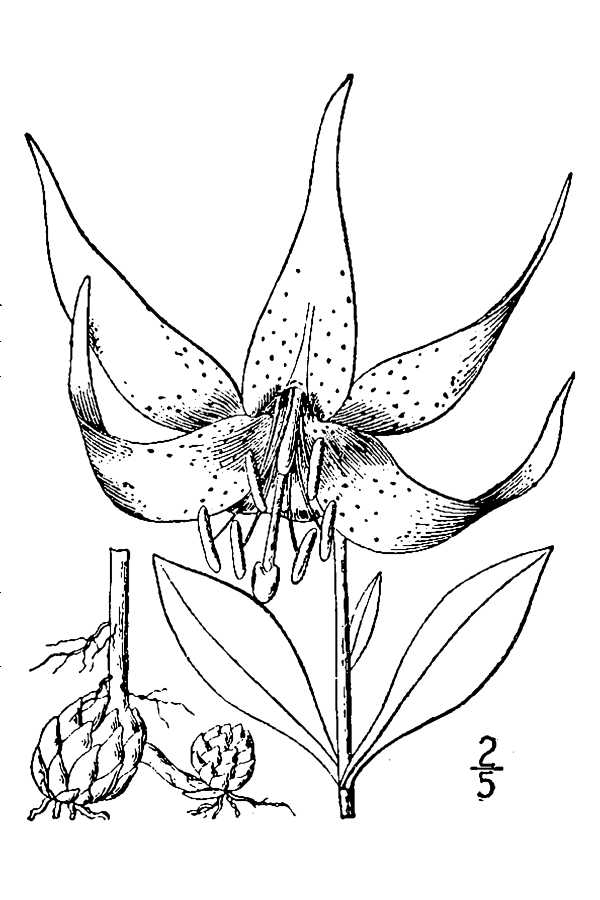